# Ланс-ан-Веркор
Лан-ан-Веркор (фр. Lans-en-Vercors) — коммуна во Франции, находится в регионе Рона — Альпы. Департамент коммуны — Изер. Входит в состав кантона Виллар-де-Лан. Округ коммуны — Гренобль.
Код INSEE коммуны — 38205. Население коммуны на 2007 год составляло 2384 человека. Населённый пункт находится на высоте от 902 до 1 960 метров над уровнем моря. Муниципалитет расположен на расстоянии около 490 км юго-восточнее Парижа, 95 км юго-восточнее Лиона, 13 км юго-западнее Гренобля. Мэр коммуны — Jean-Paul Gouttenoire, мандат действует на протяжении 2008—2014 гг.
Динамика населения (INSEE):